# Раднер, Гилда
Ги́лда Сью́зан Раднер (англ. Gilda Susan Radner; 28 июня 1946, Детройт, Мичиган, США — 20 мая 1989, Лос-Анджелес, Калифорния, США) — американская актриса, комедиантка, сценарист и певица. Наиболее известна как участница музыкально-юмористической телепрограммы «Субботним вечером в прямом эфире» в 1975—1980 года. Лауреат премий «Эмми» (1978) и «CableACE Award» (1987). В 2003 году посмертно получила звезду на «Голливудской аллее славы» за вклад в развитие телевидения.

## Биография
Гилда Раднер родилась в Детройте, штат Мичиган, в еврейской семье. Её мать, Генриетта (урождённая Дворкин) была юридическим секретарём, а отец, Герман Раднер, бизнесменом. Она выросла в Детройте с няней, Элизабет Клементиной Гиллис, которую она называла «Дибби» (и с которой будет списан её знаменитый персонаж Эмили Лителла), и старшим братом Майклом. Она посещала привилегированную Университетскую школу Лиггетт в Детройте. После окончания школы Раднер поступила в Мичиганский университет в Энн-Арборе в 1964 году. В университете Раднер начала свою радиовещательную карьеру с передачи прогноза погоды для университетской радиостанции WCBN-FM, но затем она бросила университет на старших курсах чтобы поехать со своим тогдашним бойфрендом, канадским скульптором по имени Джеффри Рубинофф, в Торонто, Канада. В Торонто она сделала свой профессиональный дебют в 1972 году, приложив руку к созданию мюзикла Godspell с будущими звездами Юджином Леви, Андреа Мартин, Виктором Гарбером, Мартином Шортом и Полом Шаффером. Потом Раднер присоединилась к комедийной труппе Торонто The Second City.

## Личная жизнь
В 1980—1982 года Гилда была замужем за музыкантом Джорджом Эдвардом Смитом (род.1952).
Четыре года с 18 сентября 1984 года, и до своей смерти 20 мая 1989 года от рака яичников в 42-летнем возрасте, Раднер была замужем за актёром Джином Уайлдером (род.1933).
У неё не было детей, дважды перенесла выкидыш.

## Избранная фильмография

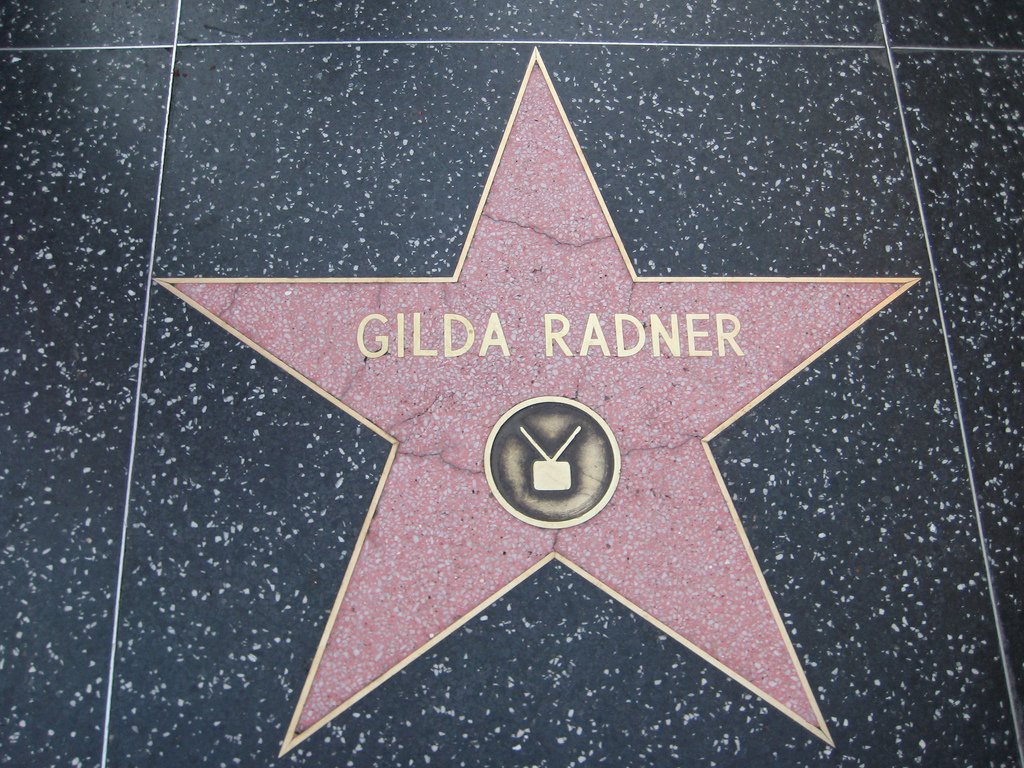
Звезда Раднер на «Голливудской аллеи славы» за вклад в развитие телевидения

| Год       |   | Русское название                 | Оригинальное название | Роль             |
| --------- | - | -------------------------------- | --------------------- | ---------------- |
| 1975—1980 | с | Субботним вечером в прямом эфире | Saturday Night Live   | разные персонажи |
| 1982      | ф | Мошенничество                    | Hanky Panky           | Кейт Хэллман     |